# Kenneth N. MacKenzie
Kenneth Norman MacKenzie (26 de noviembre de 1897 - 29 de septiembre de 1951), más conocido como Kenneth N. MacKenzie, fue un explorador y oficial de la flota mercante, popular por su papel en la Expedición de Investigación Antártica de Australia y Nueva Zelanda, por lo que recibió una Medalla Polar.

## Carrera

### Expediciones
Después de participar en la Primera Guerra Mundial, Kenneth navegó como primer oficial en el primer viaje de investigación y exploración antártica del Discovery. Navegó desde Londres el 1 de agosto de 1929 bajo el mando del capitán John Davis, un conocido explorador antártico y capitán de navío. Tuvo que entrenar a su tripulación, ya que no estaban familiarizados con las formas de un velero. Lo hizo bien, y el primer viaje de exploración fue un éxito. El barco navegó la costa antártica entre 80 y 45 grados al este con el avistamiento de las tierras de Kemp y Enderby y el descubrimiento y nombramiento del punto MacRobertson. El barco regresó a Melbourne desde la Antártida, donde MacKenzie tomó el mando durante noviembre de 1930, mientras que el capitán Davis regresó al servicio del gobierno de la Commonwealth como Director de Navegación.
En el segundo viaje antártico del Discovery (desde 1930 hasta 1931), navegó a lo largo de la costa antártica de 178 a 62 grados al este con avistamientos y aterrizajes en la tierra del rey Jorge V y el descubrimiento y nombramiento de las tierras de la princesa Isabel y de Banzare. Nuevamente el viaje fue un éxito; regresó a Hobart y luego a Melbourne en marzo de 1931. Con su trabajo científico y de exploración completado, MacKenzie navegó de regreso a Londres por Wellington y el Cabo de Hornos. Posteriormente MacKenzie fue galardonado con la Medalla Polar con la inscripción "Antártida 1929-1931" del Rey Jorge V en el Palacio de Buckingham, Londres. La bahía MacKenzie, ubicada en el borde de la plataforma de hielo Amery, Antártida, lleva su nombre.

### Fallecimiento
Su salud, que nunca fue realmente buena después de sus experiencias en la Primera Guerra Mundial, sufrió un fuerte revés cuando padeció un ataque cardíaco en 1938. Nunca se recuperó, pero trabajó bajo creciente debilidad y tensión hasta que murió en 1951, a los 53 años de edad.